# Baba Tonka Cove
Die Baba Tonka Cove (englisch; bulgarisch залив Баба Тонка saliw Baba Tonka) ist eine 1,1 km breite und 750 m lange Bucht im Nordwesten der Livingston-Insel im Archipel der Südlichen Shetlandinseln. Als Nebenbucht der Barclay Bay liegt sie zwischen dem Villard Point und dem Varadero Point an der Nordseite der Byers-Halbinsel.
Britische Kartierungen erfolgten 1822 und 1968, chilenische 1971, argentinische 1980, spanische 1992, bulgarische 2005 und 2009. Die bulgarische Kommission für Antarktische Geographische Namen benannte sie 2006 nach der bulgarischen Freiheitskämpferin Tonka Obretenowa (1812–1893), bekannt als „Baba Tonka“ (deutsch „Großmutter Tonka“).